# Panlong Shan
Panlong Shan (chinesisch 蟠龍山 ‚Berg des gewundenen Drachens‘) ist ein 100 m hoher Hügel auf King George Island im Archipel der Südlichen Shetlandinseln. Er ragt nordöstlich des Eddy Point im Süden der Fildes-Halbinsel auf.
Chinesische Wissenschaftler benannten ihn im Zuge von Vermessungsarbeiten.